# Catherine Tait
Catherine Tait est une femme d'affaires canadienne du secteur de la production audiovisuelle qui a occupé les fonctions de présidente-directrice générale de CBC/Radio-Canada de juillet 2018 à janvier 2025. Succédant à Hubert T. Lacroix, elle est devenue la première femme à diriger le diffuseur public du Canada,. Elle a été remplacée par Marie-Philippe Bouchard.
Catherine Tait a été la première présidente et l'une des fondatrices du Groupe de travail mondial pour les médias publics, une initiative de la Public Media Alliance, de son lancement en septembre 2019 jusqu'en décembre 2024. Elle a été remplacée dans cette fonction par le directeur générale de la ZDF, Norbert Himmler.

## Formation
Catherine Tait est titulaire d’un baccalauréat en littérature et philosophie de l’Université de Toronto, d’une maîtrise de la School of Public Communication de l’Université de Boston ainsi que d’un diplôme d’études approfondies en théorie des communications de l’Université Paris II Panthéon-Assas.

## Carrière

### Parcours dans l'industrie culturelle et médiatique
Catherine Tait a fait carrière pendant une trentaine d’années dans le milieu de la production télévisuelle et cinématographique, au Canada et aux États-Unis.
Elle a travaillé comme chef des politiques et de la planification pour Téléfilm Canada dans les années 1980, puis a œuvré dans les milieux diplomatiques comme directrice et attachée culturelle pour le gouvernement du Canada en France de 1989 à 1991.
Au Canada, Catherine Tait a occupé les fonctions de présidente et chef de l’exploitation de Salter Street Films de 1997 à 2001, une société qui a notamment produit la comédie de CBC This Hour Has 22 Minutes.
En 2002, Catherine Tait et la productrice Liz Manne ont cofondé, à New York, la société Duopoly inc., spécialisée en production cinématographique, télévisuelle et numérique. Elle a dirigé cette entreprise jusqu’en 2018. Catherine Tait a également cofondé iThentic, une entreprise de contenu numérique, en 2006, ainsi que Hollywood Suite, une entreprise de diffusion au Canada, en 2010.

### Présidente-directrice générale de CBC/Radio-Canada
Catherine Tait a présenté ses orientations pour le diffuseur public lors du dévoilement du plan stratégique de l'entreprise en mai 2019. Intitulé Entre nous, c’est pour la vie, ce plan compte cinq priorités : l’international, le numérique, la jeunesse, les régions et la diversité.
Dans un discours à la Chambre de commerce du Montréal métropolitain, Catherine Tait a présenté le rayonnement international comme le « fer de lance » du plan stratégique de CBC/Radio-Canada, afin de composer avec la concurrence des géants du numérique. Présidente du Groupe de travail mondial pour les médias publics depuis septembre 2019, Catherine Tait a signé des ententes de collaboration (codéveloppement et partage de contenus) entre CBC/Radio-Canada et des diffuseurs publics étrangers comme l'ABC, la BBC, France Télévisions, la ZDF et la RTBF. En 2023, avec ses partenaires étrangers de la ZDF, de la RTBF et de la SRG SSR, CBC/Radio-Canada a lancé l'incubateur d'espaces publics, un incubateur numérique visant à développer des outils pour favoriser des échanges respectueux en ligne. L'ARD et l'ABC ont rejoint l'intiative en 2024,.
Poursuivant le virage numérique du diffuseur, Catherine Tait a annoncé le lancement du service vidéo par contournement CBC Gem à l’événement Content Canada en septembre 2018, dans le cadre du Festival international du film de Toronto. Sous sa direction, deux applications audio ont également vu le jour, Radio-Canada OHdio et CBC Listen, dans le but de réunir au même endroit l’ensemble des contenus audio du diffuseur (musique, émissions de radio et balados). Ces deux applications ont été inaugurées à l’automne 2019.
Au sommet international Kidscreen en février 2019, Catherine Tait a pris l’engagement de bonifier l’offre d’émissions jeunesse du diffuseur, notamment sur CBC Gem. L’entreprise s’est aussi dotée, sous sa houlette, de deux services de nouvelles pour les 13 ans et moins : CBC Kids News en 2018 et MAJ (Mon actualité du jour) en 2019.
Au Festival international des médias de Banff en juin 2019, Catherine Tait a annoncé qu’elle demanderait aux sociétés de production avec lesquelles elle fait affaire de garantir des postes clés comme celui d’interprète principal, de scénariste ou de réalisateur à des membres des minorités visibles, à des Autochtones, à des personnes handicapées ou à des personnes LGBTQ2+.
En entrevue à Radio-Canada Saskatchewan, Catherine Tait a dit vouloir mettre le cap sur une plus grande décentralisation, entre autres en matière de production radio et numérique. Cette priorité stratégique s’est traduite par l’ajout de vidéojournalistes de Radio-Canada dans le Grand Nord, à Yellowknife et à Iqaluit, ainsi que par une plus grande mobilité de ses effectifs, par exemple en Abitibi-Témiscamingue. CBC a de son côté multiplié les initiatives de bureaux éphémères, notamment à Stanley Mission en Saskatchewan, à Winkler et Morden au Manitoba, au nord-est de Calgary et dans la nation Tsuut’ina en Alberta. De plus, elle a augmenté sa production hors Toronto avec l’émission nationale de radio Cost of Living et le balado West of Centre, tous deux produits à partir de Calgary.
En 2020, malgré les recommandations sanitaires des gouvernements du Canada et de l'Ontario, elle a effectué plusieurs voyages entre Ottawa et Brooklyn pour soutenir le rétablissement de son conjoint à la suite d'une chirurgie.